# Vipère au poing (téléfilm)
Pour plus de détails, voir Fiche technique et Distribution.
Vipère au poing est un téléfilm français de Pierre Cardinal, adapté du roman éponyme d'Hervé Bazin et diffusé sur la première chaîne de télévision française en 1971.

## Synopsis
Jean, surnommé Brasse-Bouillon, et Ferdinand, son frère, vivent avec leur grand-mère paternelle qui se charge de leur éducation. Mais leurs parents, revenus du Japon, s'installent à la Belle-Angerie  et reprennent leur rôle auprès des enfants, alors que leur grand-mère doit partir auprès de cousins. Très vite, les garçons se heurtent au mépris de leur mère, Marthe. Face à cette mégère, qu'il surnomme « Folcoche » (contraction de « folle » et « cochonne »), Jean décide d'entrer en résistance.

## Fiche technique
- Titre : Vipère au poing
- Réalisation : Pierre Cardinal
- Scénario : Jean-Louis Bory, d’après le roman Vipère au poing d’Hervé Bazin
- Dialogues : Jean-Louis Bory
- Genre : Drame
- Date de première diffusion :
  -  France : 14 septembre 1971

## Distribution
- Alice Sapritch : Marthe (Folcoche) Rezeau
- Marcel Cuvelier : Jacques Rezeau
- Dominique de Keuchel : Jean (Brasse-Bouillon) Rezeau
- Benjamin Boda : Ferdinand (Frédie/Chiffe) Rezeau
- Éric Frisdal : Marcel (Cropette) Rezeau
- Germaine Delbat : la grand-mère
- Gilette Barbier : Alphonsine (Fine)
- Marie Servaine : Mademoiselle Ernestine Lion
- Lucien Frégis : le Père Vadeboncoeur
- Jacques Sérizier : Abbé Vivien
- Marcel Champel : Abbé Traquet
- Frédéric Boulay : Petit-Jean
- Guy Bonnafoux : Lambillon
- Christiane Locquin : l'infirmière

## Production

### Tournage
Une partie du film a été tourné à Segré en Maine-et-Loire.

## Autour du téléfilm
- Une autre adaptation, au cinéma, a été réalisée par Philippe de Broca en 2004.